# Deutsche Cadre-45/2-Meisterschaft 1927

Veranstaltungsort: Budapest

Die Deutsche Cadre-45/2-Meisterschaft 1927 war eine Billard-Turnierserie und fand vom 16. bis zum 25. Februar 1927 in Budapest zum neunten Mal statt.

## Geschichte
Zum neunten Mal in Folge siegte Albert Poensgen bei der Deutschen Meisterschaft im Cadre 45/2. Dabei stellte er auch wieder neue deutsche Rekorde auf. Im Generaldurchschnitt (GD) lautete die neue Bestmarke 21,89 und im besten Einzeldurchschnitt (BED) 36,36. Carl Foerster wurde zum zweiten Mal nach 1923 Zweiter und Otto Unshelm gewann seine insgesamt vierte Medaille.
Nachdem bereits in Mainz drei Ungarn bei der Deutschen Meisterschaft teilgenommen hatten, waren diesmal auch vier Österreicher bei der Deutschen Meisterschaft angetreten, da es in beiden Ländern noch keinen Billardverband gab und sie dem DABB angehörten. Auf Wunsch der Ungarn wurde es vom DABB erlaubt, die Deutsche Meisterschaft in Budapest auszutragen.

## Turniermodus
Das ganze Turnier wurde im Round-Robin-System bis 400 Punkte ohne Nachstoß gespielt. Bei MP-Gleichstand wurde in folgender Reihenfolge gewertet:
1. MP = Matchpunkte
2. GD = Generaldurchschnitt
3. HS = Höchstserie

## Abschlusstabelle
| MP    | Match Points (Sieger = 2; Unentschieden = 1; Verlierer = 0) |
| Pkte. | Erzielte Karambolagen                                       |
| Aufn. | Benötigte Versuche                                          |
| GD    | Generaldurchschnitt                                         |
| BED   | Bester Einzeldurchschnitt eines Spielers                    |
| HS    | Höchstserie                                                 |
|       | Bester GD des Turniers                                      |
|       | Bester ED des Turniers                                      |
|       | Beste HS des Turniers                                       |
|       | 1. Platz (Gold)                                             |
|       | 2. Platz (Silber)                                           |
|       | 3. Platz (Bronze)                                           |

| Klassement                | Klassement                 | Klassement | Klassement | Klassement | Klassement | Klassement | Klassement |
| Platz                     | Name                       | MP         | Pkte.      | Aufn.      | GD         | BED        | HS         |
| ------------------------- | -------------------------- | ---------- | ---------- | ---------- | ---------- | ---------- | ---------- |
| 1                         | Albert Poensgen (Berlin)   | 22:0       | 4400       | 201        | 21,89      | 36,36      | 185        |
| 2                         | Carl Foerster (Aachen)     | 18:4       | 4094       | 343        | 11,93      | 18,18      | 140        |
| 3                         | Otto Unshelm (Solingen)    | 18:4       | 4124       | 373        | 11,05      | 22,22      | 84         |
| 4                         | Albert Herbing (Magdeburg) | 16:6       | 3963       | 341        | 11,62      | 18,18      | 150        |
| 5                         | Iszák David (Budapest)     | 14:8       | 3399       | 368        | 9,23       | 16,66      | 108        |
| 6                         | Jákap Pap (Budapest)       | 10:12      | 3675       | 370        | 9,93       | 16,00      | 77         |
| 7                         | Georg Racz (Budapest)      | 10:12      | 3624       | 405        | 8,99       | 10,25      | 92         |
| 8                         | Arpád Mezey (Budapest)     | 8:14       | 3568       | 425        | 8,39       | 10,00      | 64         |
| 9                         | Wilhelm Eipeldauer (Wien)  | 6:16       | 3571       | 447        | 7,98       | 12,50      | 51         |
| 10                        | Georg Scharitzer (Wien)    | 6:16       | 3258       | 475        | 6,85       | 7,84       | 57         |
| 11                        | Engelbert Kocian (Wien)    | 2:20       | 3163       | 448        | 7,06       | 6,55       | 64         |
| 12                        | Siegfried Klausner (Wien)  | 2:20       | 1911       | 320        | 5,97       | 7,01       | 54         |
| Turnierdurchschnitt: 9,47 |                            |            |            |            |            |            |            |

Anmerkung: Die Partie Arpád Mezey gegen Siegfried Klausner gewann Mezey kampflos.